# 枫树海滩 (华盛顿州)

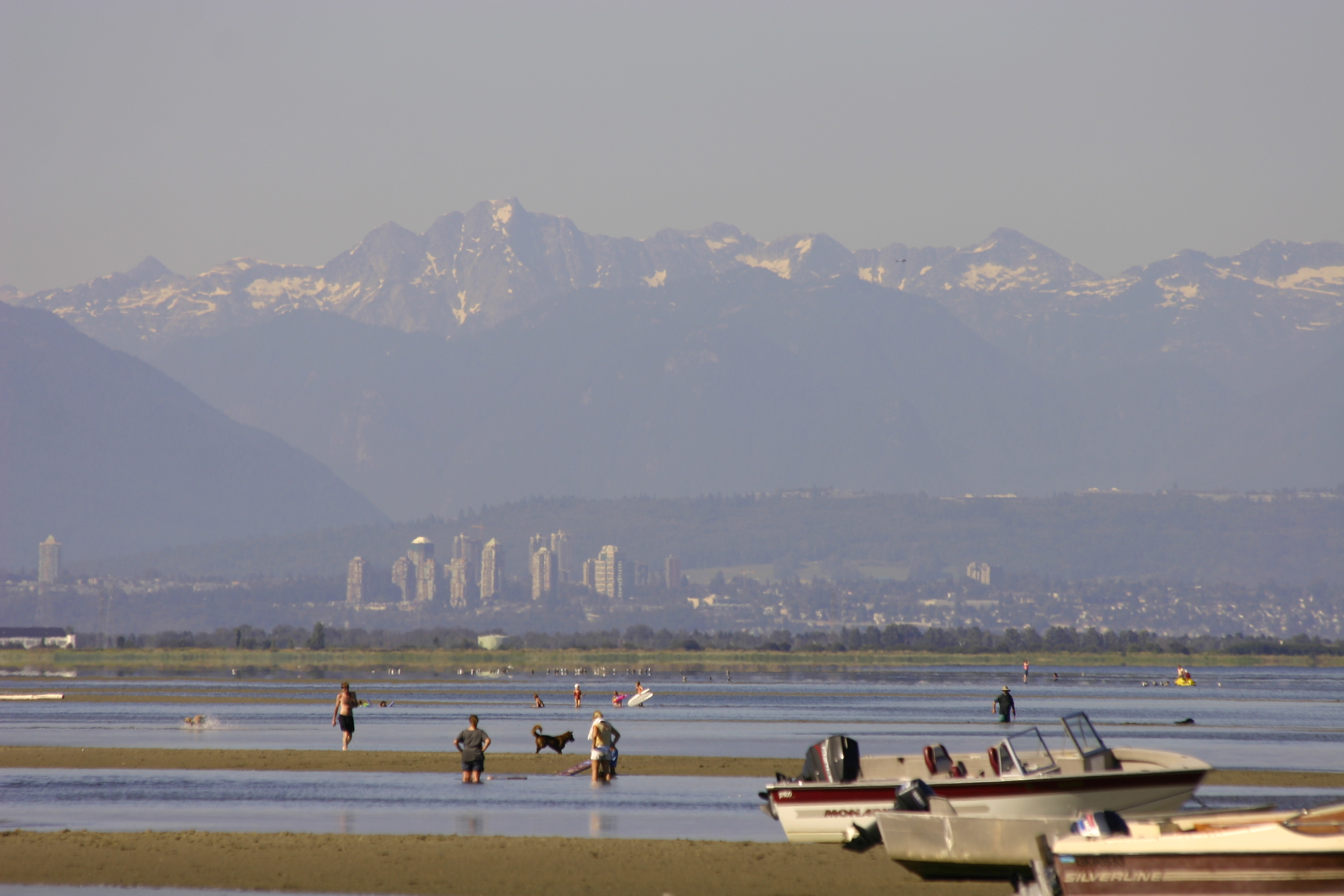
在晴朗的夏日里由枫树海滩向北望去

枫树海滩（Maple Beach）是位于美国华盛顿州霍特科姆县罗伯茨角的一个非建制社区，同时也是一个旅游景点。与加拿大相邻。游客可以在该区域内的国际海域游泳，不过不能借此入境对方国家。该社区位于美加边界的边界湾海边，与加拿大不列颠哥伦比亚省三角洲地方行政区相邻。